# Le Foyer
Le Foyer (La llar) és una comèdia en tres actes de l'escriptor francès Octave Mirbeau, amb la col·laboració de Thadée Natanson, estrenada, en la Comédie-Française de París, al desembre de 1908, després d'un procés intentat pels dramaturgs contra Jules Claretie, l'administrador de la Casa de Molière. Va haver-hi un escàndol i manifestacions públiques d'oposició en algunes ciutats.

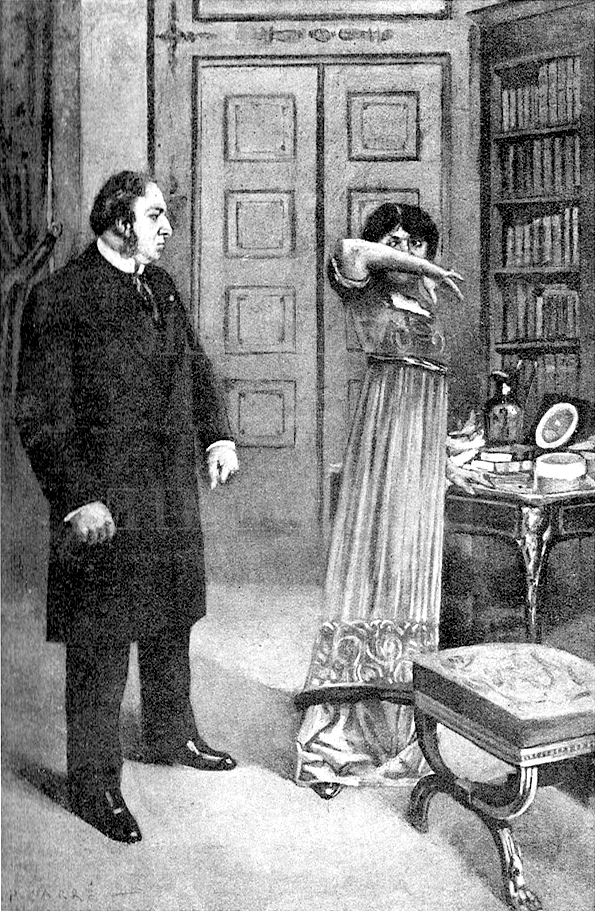
Courtin — Misérable ! Tais-toi !... Tais-toi !...

## Argument
Com Els negocis són negocis, Le Foyer és una comèdia clàssica de costums i caràcters, on Mirbeau respecta la unitat de temps i la unitat d'acció.
Intel·lectual compromès, Mirbeau crítica la caritat catòlica i denuncia un tabú: l'explotació econòmica i sexual de nenes en llars suposades «caritatives». El baró Courtin, senador monarquista i acadèmic, ha malversat molts diners de la Llar que presideix i no pot reembossar. Però el govern republicà ofega l'escàndol, i al final Courtin es va en creuer pel Mediterrani, per preparar el seu discurs acadèmic sobre els premis de virtut...